# قائمة زملاء الجمعية الملكية المنتخبين في 1901
هذه الصفحة تعرض قائمة زملاء الجمعية الملكية المُنتخبين لعام 1901.

## الزملاء
- آرثر سميثيلز
- ألفريد وليام ألكوك
- William Watson (physicist, born 1868) [الإنجليزية]‏
- James Mansergh [الإنجليزية]‏
- Hector Munro Macdonald [الإنجليزية]‏
- جون والتر جريجوري